# SpaceMaster
SpaceMaster neboli vesmírný magistr je nově založený vzdělávací projekt Evropské unie. Na běhu programu se podílí 6 evropských univerzit, a to univerzita LTU v Lulei (Švédsko), JMUW Archivováno 5. 5. 2013 na Wayback Machine. ve Würzburgu (Německo), ČVUT v Praze (Česko), UPS v Toulouse (Francie), TKK Archivováno 24. 3. 2007 na Wayback Machine. v Helsinkách (Finsko) a CU v Cranfieldu (Velká Británie).

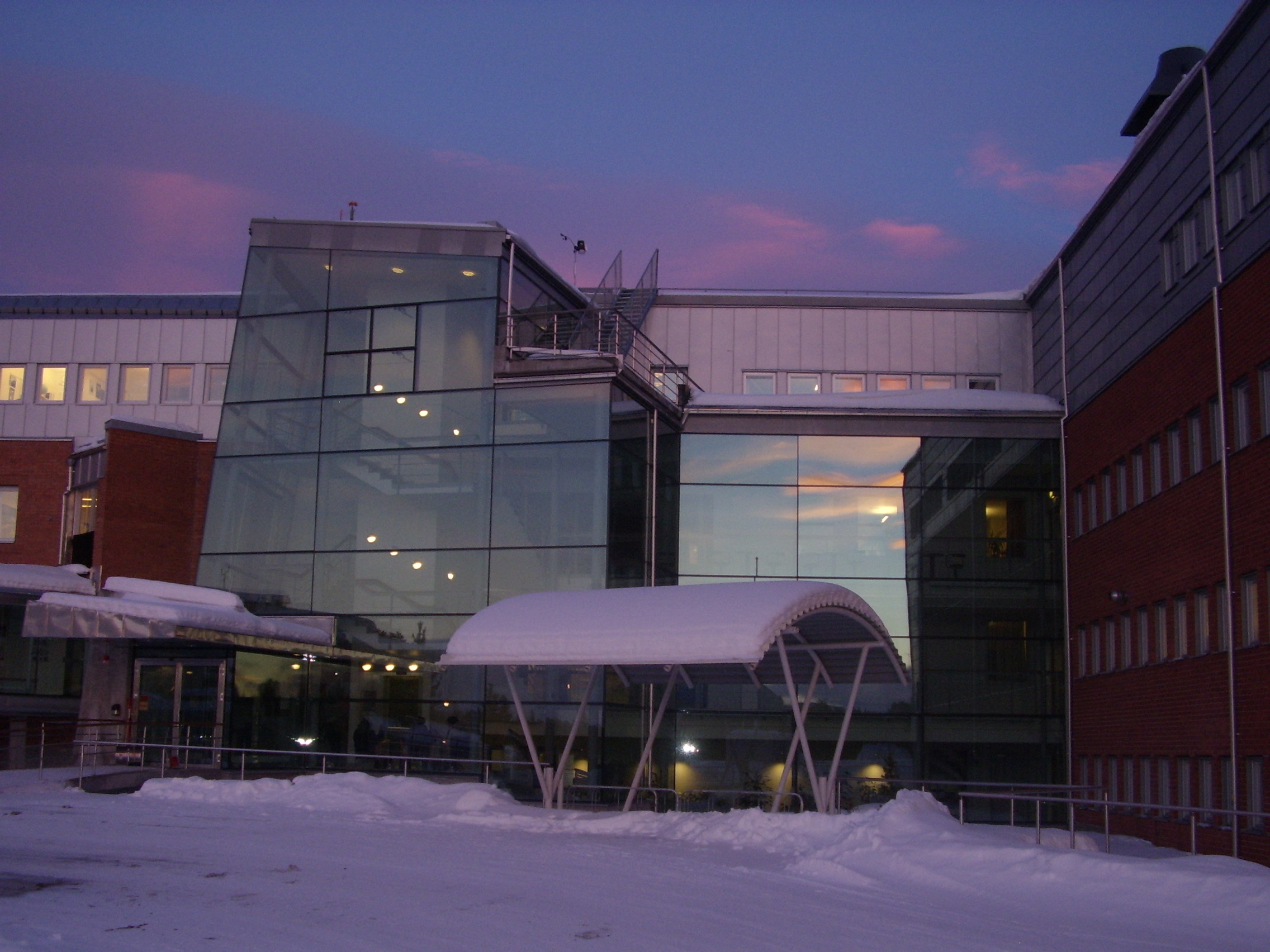
Budova LTU v Kiruně.

SpaceMaster je navazujícím studijním programem strukturovaného studia, uchazeči tedy musí vlastnit bakalářský diplom. Předchozí vzdělání by mělo být v technickém oboru, pokud možno řízení, elektronice, výpočetní technice nebo fyzice. Vynikající znalost anglického jazyka je podmínkou, protože studium probíhá (až na některé předměty v Toulouse) v AJ.
Program není určen výhradně studentům evropským, nýbrž je programem mezinárodním. Studenti z mimoevropských zemí mají výhodné dvouleté stipendium Erasmus Mundus a evropští studenti dostávají stipendium z Evropského grantu mobility po dobu jednoho roku.
První ročník začíná v Německu, kde jsou vyučovány základy řízení s aplikací pro vesmírnou dynamiku (Space Dynamics), design systémů umělých družic (SpaceCraft System Design), fyzika plazmatu (Space Physics), objektově orientované programování, internetové technologie a studentský projekt CanSat, konstrukce atmosférické sondy velikosti plechovky od nápoje.
Po tomto semestru se studenti (v polovině března) přesunou do Kiruny ve Švédsku, detašovaného pracoviště univerzity v Lulei hluboko za polárním kruhem, a tam absolvují elektroniku pro vesmírné inženýrství (Space Electronics), nauku o vesmírném prostředí a jeho interakcích se zařízeními a posádkou vesmírných plavidel (Space Environment Interactions), zpracování obrazu (Image processing) a základy radarových a optických metod pro výzkum atmosféry. Studium polární záře, exkurze po obřích radarech systému EISCAT a návštěva odpalu rakety v nedalekém zařízení ESRANGE jsou dobrovolnými činnostmi.
Po ukončení prvního roku studia se studenti rozdělí do šesti skupin a vydají se studovat svoje specializace na členské univerzity. Specializace nabízené jednotlivými univerzitami jsou následující:
- LTU - Technologie a zařízení pro vesmírný výzkum nebo Atmosférické a solární studie
- ČVUT - Automatizace a řízení ve vesmírných aplikacích
- JMUW - Výpočetní technika ve vesmírných aplikacích
- HUT - Robotika
- UPS - Vesmírná fyzika
- CU - Strukturální dynamika a řízení

Druhý rok studia je zakončen diplomovou prací a absolvent obdrží dva tituly, jednak MSc. od univerzity v Lulei, která je hlavním koordinátorem projektu, a jednak místní titul od univerzity, kde absolvoval druhý ročník. Studenti, kteří si zvolí studium druhého ročníku v Kiruně, obdrží druhý diplom od JMUW v Německu.
První absolventi oboru SpaceMaster promovali v červnu roku 2007.
Koordinátorem celého projektu je Švéd Sven Molin, v České republice je za SpaceMastera Archivováno 6. 5. 2021 na Wayback Machine. zodpovědná Katedra řídicí techniky Archivováno 28. 3. 2007 na Wayback Machine. FEL ČVUT v Praze, kterou vede Michael Šebek.